# Siódmy znak
Siódmy znak (ang. The Seventh Sign) – amerykański horror z 1988 roku w reżyserii Carla Schultza i wyprodukowany przez TriStar Pictures.

## Opis fabuły
Abby (Demi Moore) i jej mąż Russell (Michael Biehn) czekają na narodziny dziecka. Tymczasem na ziemi mnożą się znaki nadchodzącej apokalipsy. Uwagę małżonków zwraca dziwne zachowanie ich sublokatora Davida Bannona (Jürgen Prochnow). Okazuje się, że posiada on informacje o ich nienarodzonym dziecku.

## Obsada
- Demi Moore jako Abby Quinn
- Michael Biehn jako Russell Quinn
- Jürgen Prochnow jako David Bannon
- Peter Friedman jako ojciec Lucci

i inni